# Обкас
Обкас (пол. Obkas) — село в Польщі, у гміні Камень-Краєнський Семполенського повіту Куявсько-Поморського воєводства.
Населення — 351 особа (2011).
У 1975-1998 роках село належало до Бидгощського воєводства.

## Демографія
Демографічна структура станом на 31 березня 2011 року:
|          | Загалом | Допрацездатний вік | Працездатний вік | Постпрацездатний вік |
| -------- | ------- | ------------------ | ---------------- | -------------------- |
| Чоловіки | 188     | 57                 | 120              | 11                   |
| Жінки    | 163     | 36                 | 99               | 28                   |
| Разом    | 351     | 93                 | 219              | 39                   |